# ارغيوة
ارغيوة هي قرية مغربية شمال المملكة. تنتمي رغيوة لإقليم تاونات الجبلي. تضم هذه القرية 4.802 نسمة (إحصاء 2004).